# Boston-Marathon 1916
| 20. Boston-Marathon    | 20. Boston-Marathon        |
| ---------------------- | -------------------------- |
| Stadt                  | Boston, Vereinigte Staaten |
| Datum                  | 19. April 1916             |
| Distanz                | 37 – 38,5 Kilometer        |
| Sieger                 |                            |
| Männer                 | Arthur Roth (2:27:16 h)    |
| ← Boston-Marathon 1915 | Boston-Marathon 1917 →     |
| Website                | Offizielle Website         |

Der Boston-Marathon 1916 war die 20. Ausgabe der jährlich stattfindenden Laufveranstaltung in Boston, Vereinigte Staaten. Der Marathon fand am 19. April 1916 statt. Die Laufdistanz betrug zwischen 37 und 38,5 Kilometer.
Es gewann Arthur Roth in 2:27:16 h.

## Ergebnis
| Platz | Athlet          | Land                    | Zeit (h) |
| ----- | --------------- | ----------------------- | -------- |
| 01    | Arthur Roth     | Vereinigte Staaten      | 2:27:16  |
| 02    | Ville Kyrönen   | Großfürstentum Finnland | 2:27:27  |
| 03    | Sidney Hatch    | Vereinigte Staaten      | 2:28:30  |
| 04    | James Corkery   | Kanada                  | 2:30:34  |
| 05    | William Brown   | Vereinigte Staaten      | 2:34:18  |
| 06    | William Kennedy | Vereinigte Staaten      | 2:35.17  |
| 07    | John Phillips   | Vereinigte Staaten      | 2:39:39  |
| 08    | Arthur Jamieson | Kanada                  | 2:41.09  |
| 09    | Mike Lynch      | Vereinigte Staaten      | 2:41.22  |
| 10    | George Moss     | Vereinigte Staaten      | 2:43.39  |